# Novillars
Novillars és un municipi francès situat al departament del Doubs i a la regió de Borgonya - Franc Comtat. L'any 2007 tenia 1.612 habitants.

## Demografia

### Població
El 2007 la població de fet de Novillars era de 1.612 persones. Hi havia 523 famílies de les quals 135 eren unipersonals (48 homes vivint sols i 87 dones vivint soles), 147 parelles sense fills, 178 parelles amb fills i 63 famílies monoparentals amb fills.
La població ha evolucionat segons el següent gràfic:
Habitants censats

### Habitatges
El 2007 hi havia 553 habitatges, 535 eren l'habitatge principal de la família, 1 era una segona residència i 17 estaven desocupats. 281 eren cases i 273 eren apartaments. Dels 535 habitatges principals, 261 estaven ocupats pels seus propietaris, 260 estaven llogats i ocupats pels llogaters i 15 estaven cedits a títol gratuït; 14 tenien una cambra, 36 en tenien dues, 84 en tenien tres, 158 en tenien quatre i 244 en tenien cinc o més. 349 habitatges disposaven pel capbaix d'una plaça de pàrquing. A 265 habitatges hi havia un automòbil i a 211 n'hi havia dos o més.

### Piràmide de població
La piràmide de població per edats i sexe el 2009 era:
| Homes | Edats   | Dones |
| ----- | ------- | ----- |
| 0     | 95 o +  | 0     |
| 8     | 90 a 94 | 0     |
| 0     | 85 a 89 | 8     |
| 4     | 80 a 84 | 16    |
| 12    | 75 a 79 | 20    |
| 12    | 70 a 74 | 36    |
| 24    | 65 a 69 | 16    |
| 16    | 60 a 64 | 20    |
| 52    | 55 a 59 | 24    |
| 28    | 50 a 54 | 56    |
| 64    | 45 a 49 | 80    |
| 72    | 40 a 44 | 44    |
| 44    | 35 a 39 | 52    |
| 72    | 30 a 34 | 68    |
| 80    | 25 a 29 | 64    |
| 32    | 20 a 24 | 32    |
| 60    | 15 a 19 | 48    |
| 44    | 10 a 14 | 68    |
| 52    | 5 a 9   | 44    |
| 44    | 0 a 4   | 52    |

## Economia
El 2007 la població en edat de treballar era de 1.132 persones, 742 eren actives i 390 eren inactives. De les 742 persones actives 661 estaven ocupades (340 homes i 321 dones) i 81 estaven aturades (52 homes i 29 dones). De les 390 persones inactives 78 estaven jubilades, 79 estaven estudiant i 233 estaven classificades com a «altres inactius».

### Ingressos
El 2009 a Novillars hi havia 520 unitats fiscals que integraven 1.296 persones, la mediana anual d'ingressos fiscals per persona era de 17.522 €.

### Activitats econòmiques
Dels 22 establiments que hi havia el 2007, 1 era d'una empresa alimentària, 7 d'empreses de construcció, 9 d'empreses de comerç i reparació d'automòbils, 1 d'una empresa d'hostatgeria i restauració, 2 d'entitats de l'administració pública i 2 d'empreses classificades com a «altres activitats de serveis».
Dels 7 establiments de servei als particulars que hi havia el 2009, 1 era un paleta, 1 fusteria, 2 lampisteries, 1 perruqueria i 2 restaurants.
Dels 2 establiments comercials que hi havia el 2009, 1 era una botiga de menys de 120 m² i 1 una peixateria.

## Equipaments sanitaris i escolars
El 2009 hi havia 1 psiquiàtric i 1 farmàcia.
El 2009 hi havia 1 escola maternal i 1 escola elemental.

## Poblacions més properes
El següent diagrama mostra les poblacions més properes.